# Замятин, Евгений Валерьянович
Евге́ний Валерья́нович Замя́тин (1925—2006) — советский инженер-конструктор систем управления военной и космической техники. Участник Второй мировой войны, рядовой; после тяжёлого ранения потерял ногу. Лауреат Ленинской премии (1966, за разработку систем управления ракетных комплексов подводных лодок).

## Биография
Родился 17 марта 1925 года в селе Байловка Тамбовского уезда Тамбовской губернии (ныне — Пичаевский район Тамбовской области) в семье священника Валерьяна Андреевича Замятина. Отец был расстрелян в период политических репрессий 1937 года в СССР.
Призван Моршанским ГВК Тамбовской области 7 января 1943 года.
С июня 1943 года в составе Красной Армии принял участие во Второй мировой войне. Воевать начинал в пехоте и в одном из первых же боёв был тяжело ранен. Мать Евгения Замятина по ошибке получила на сына похоронку. После длительного лечения в госпитале был направлен на учёбу и затем — радистом в артиллерийский дивизион «Катюш», в котором служил в звании рядового почти до конца войны.
В конце января — марте 1945 года в составе 6-й гвардейской миномётной бригады старший радиотелефонист рядовой Е. В. Замятин принял непосредственное участие в обороне Кюстринского плацдарма, неоднократно переправляясь на плацдарм через Одер в ледяной воде для корректировки огня своего дивизиона. В апреле 1945 года участвовал в штурме Берлина, где был тяжело ранен в ногу. После ряда сложных операций в немецком госпитале нога была ампутирована.
В 1946 году поступил в Московский энергетический институт, после окончания которого начал работать в НИИ-885 под руководством Николая Пилюгина над созданием систем автономного управления баллистических и межконтинентальных баллистических ракет, первого искусственного спутника Земли, космических аппаратов для исследования Луны и планет Солнечной системы.
В 1953 году был включён в число сотрудников СКБ-626 при Союзном заводе № 626 в Свердловске, где под руководством Николая Семихатова занимался созданием первых систем управления оперативно-тактическими ракетами и ракетами для вооружения подводных лодок, в том числе для ракетного комплекса ВМФ. Эти же системы управления использовались затем при обеспечении первых полётов в космос. Несмотря на инвалидность, участвовал при испытательных пусках на подводных лодках, в том числе в первом пуске ракеты из подводного положения в 1959 году, оказавшимся аварийным.
Играл в шахматы, был знатоком театра, любил петь, аккомпанируя себе на гитаре.
Умер в День Победы 9 мая 2006 года. Похоронен на Восточном кладбище.

### Семья
- Родители:
  - Отец — Валерьян Андреевич Замятин (?—1937), священник. Расстрелян.
  - Мать — Александра Ивановна Замятина.
- Брат — Анатолий Валерьянович Замятин, полковник, преподаватель Академии бронетанковых войск[2].
- Двоюродный дядя — Евгений Иванович Замятин (1884—1937), русский писатель.
- Жена — Нина Ивановна Разбойникова, инженер СКБ-626.
- Двое сыновей.

## Награды
- Медаль "За боевые заслуги" (1945)
- Медаль «За отвагу» (05.04.1945)[3]
- Медаль «За взятие Берлина»
- Медаль «За победу над Германией»[источник не указан 3972 дня]
- Орден Трудового Красного Знамени[источник не указан 3972 дня]
- Орден «Знак Почёта»[источник не указан 3972 дня]
- Орден Дружбы народов[источник не указан 3972 дня]
- Орден Отечественной войны 1-й степени (01.08.1986)[4]
- Юбилейная медаль «300 лет Российскому флоту»[источник не указан 3972 дня]
- Медаль имени академика Н. А. Семихатова[источник не указан 3972 дня]

## Премии
- Ленинская премия (1966, за разработку систем управления ракетных комплексов подводных лодок)